# 鱟地坊

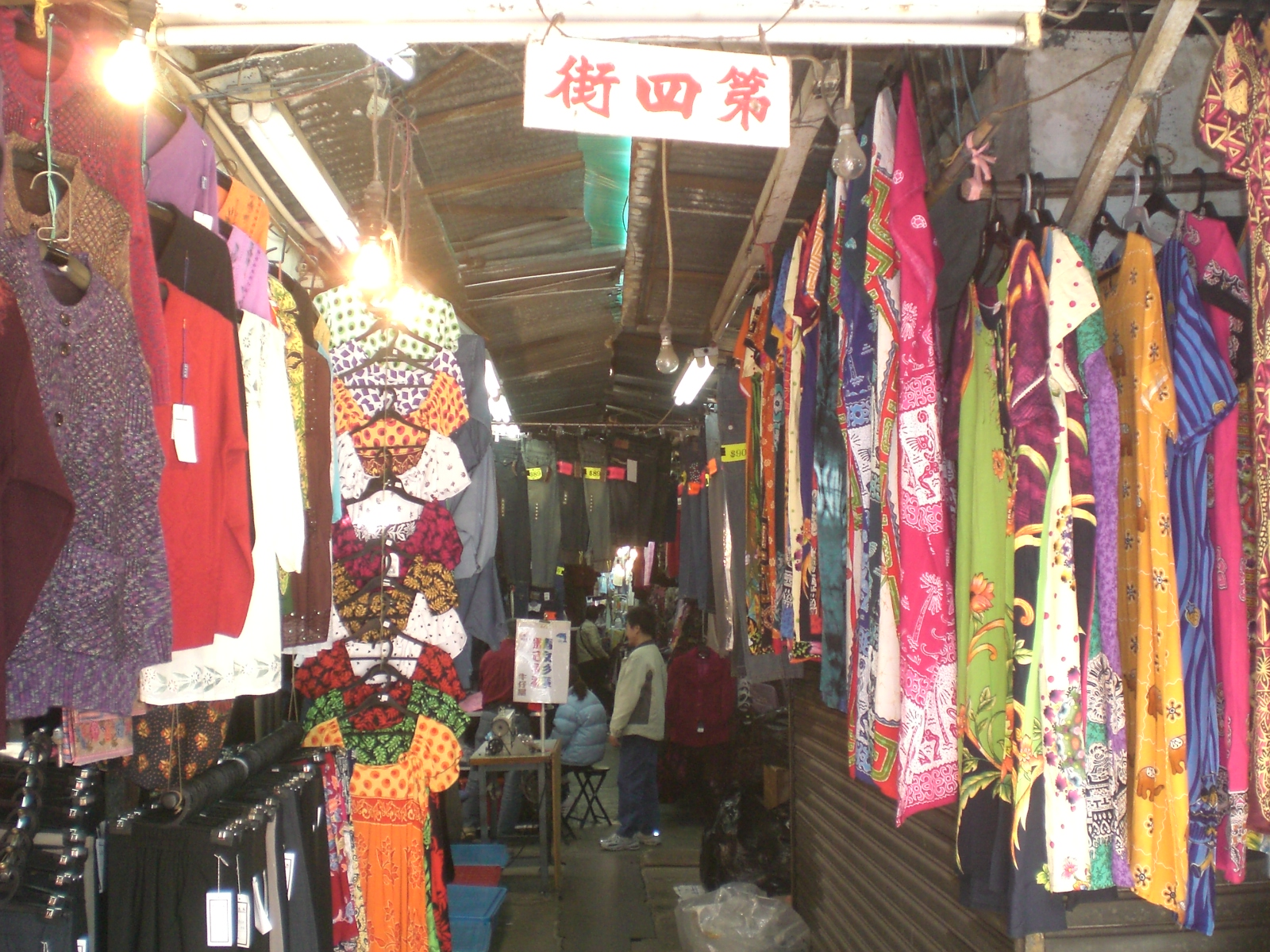
改建前的鱟地坊小販市場(2009年)

鱟地坊（英語：Hau Tei Square）是香港荃灣一塊舊市集特色地方，當地有幾十個持牌小販集中固定在一個空地上從事日用品零售生意。鱟地坊市集有一個小型足球場大小，沒有任何基建設施，小販們都是售賣乾貨，如成衣、文具、紙料、人造手飾、人造皮具、皮鞋、書包等。

## 歷史
鱟地坊在現代化發展前是沙咀楊屋村村前的咸田。眾安街一帶，是大多小販販賣的地方，後來人滿為患，堵塞交通，所以在1958年搬到在川龍街。到了1980年，連川龍街兩旁都佈滿小販，令緊急交通工具無法行駛，所以鱟地坊正式設立。另一特色是小販無須繳付租金，只須繳付流動小販牌費。
鱟地坊得名於柴灣角的小山鱟地，鱟地大部份山坡屬新界鄧族地界，山上建有鄧氏祖墳，現時被荃景圍所包圍。

## 鄰近
- 荃灣街市
- 荃灣站
- 川龍街
- 沙咀道
- 海壩街
- 眾安街